# Cerkiew Podwyższenia Krzyża Pańskiego w Dobratyczach

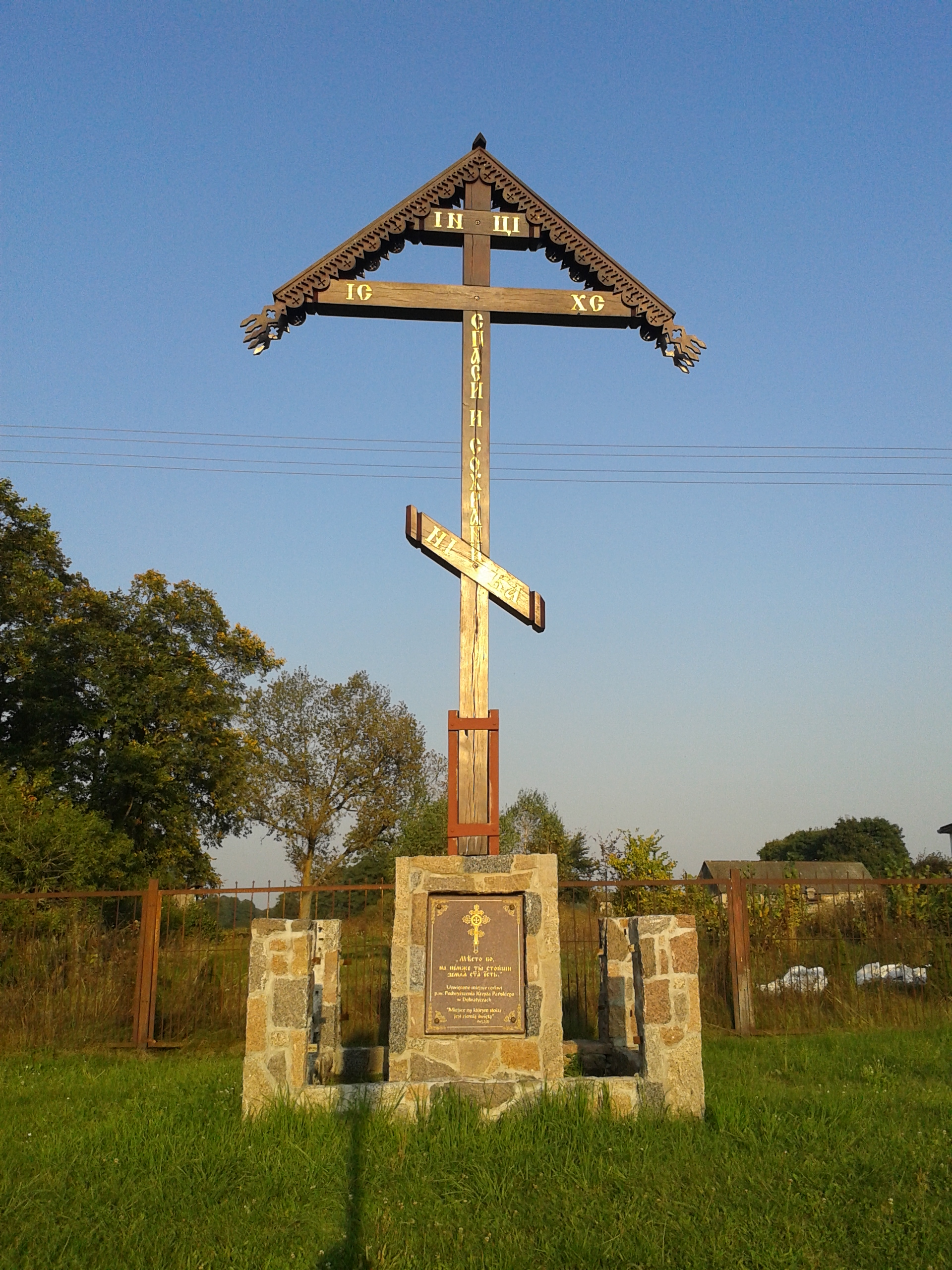
Krzyż na miejscu drugiej cerkwi w Dobratyczach, wzniesionej w 1905 i zniszczonej w czasie I wojny światowej

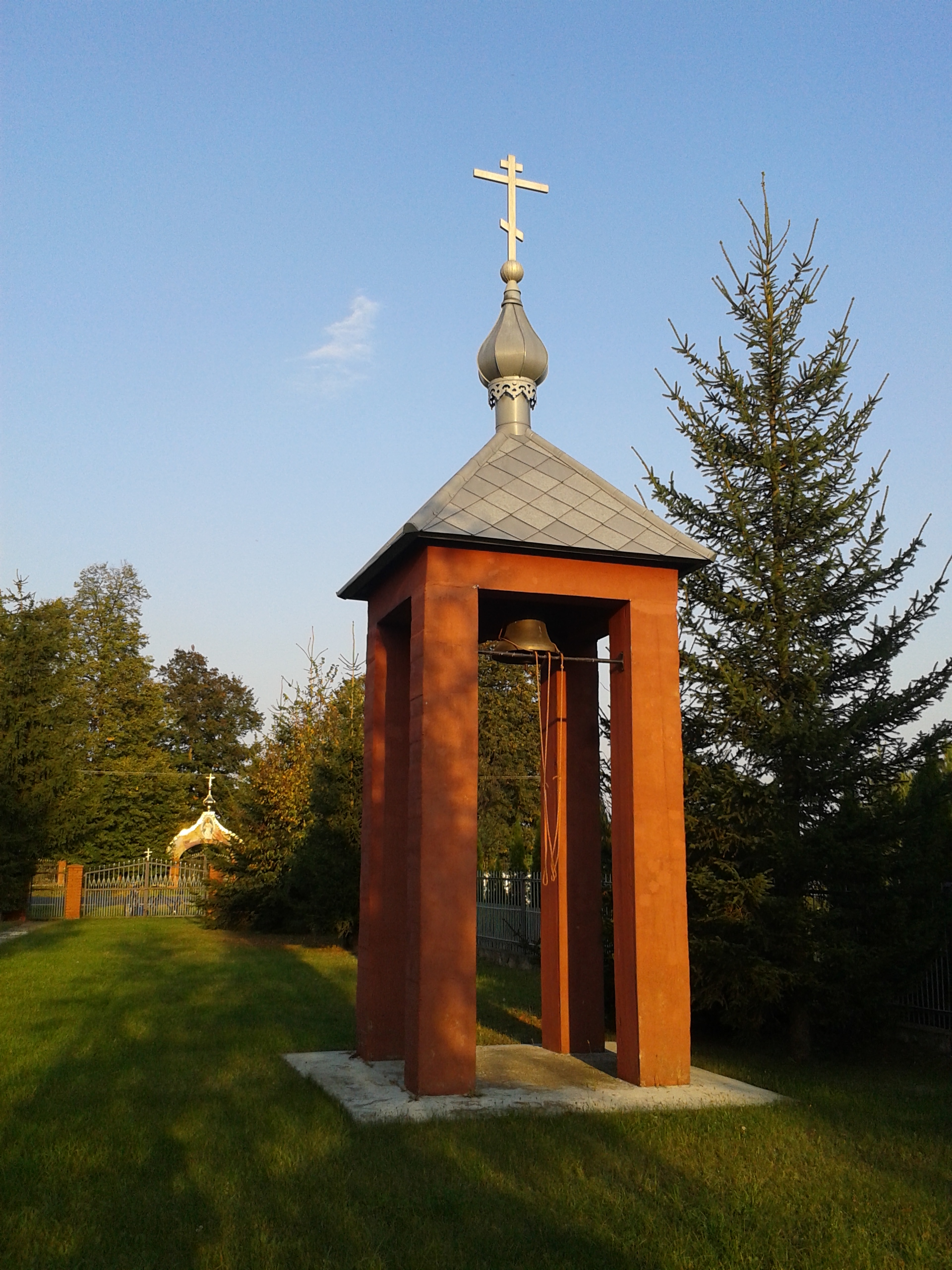
Dzwonnica cerkiewna

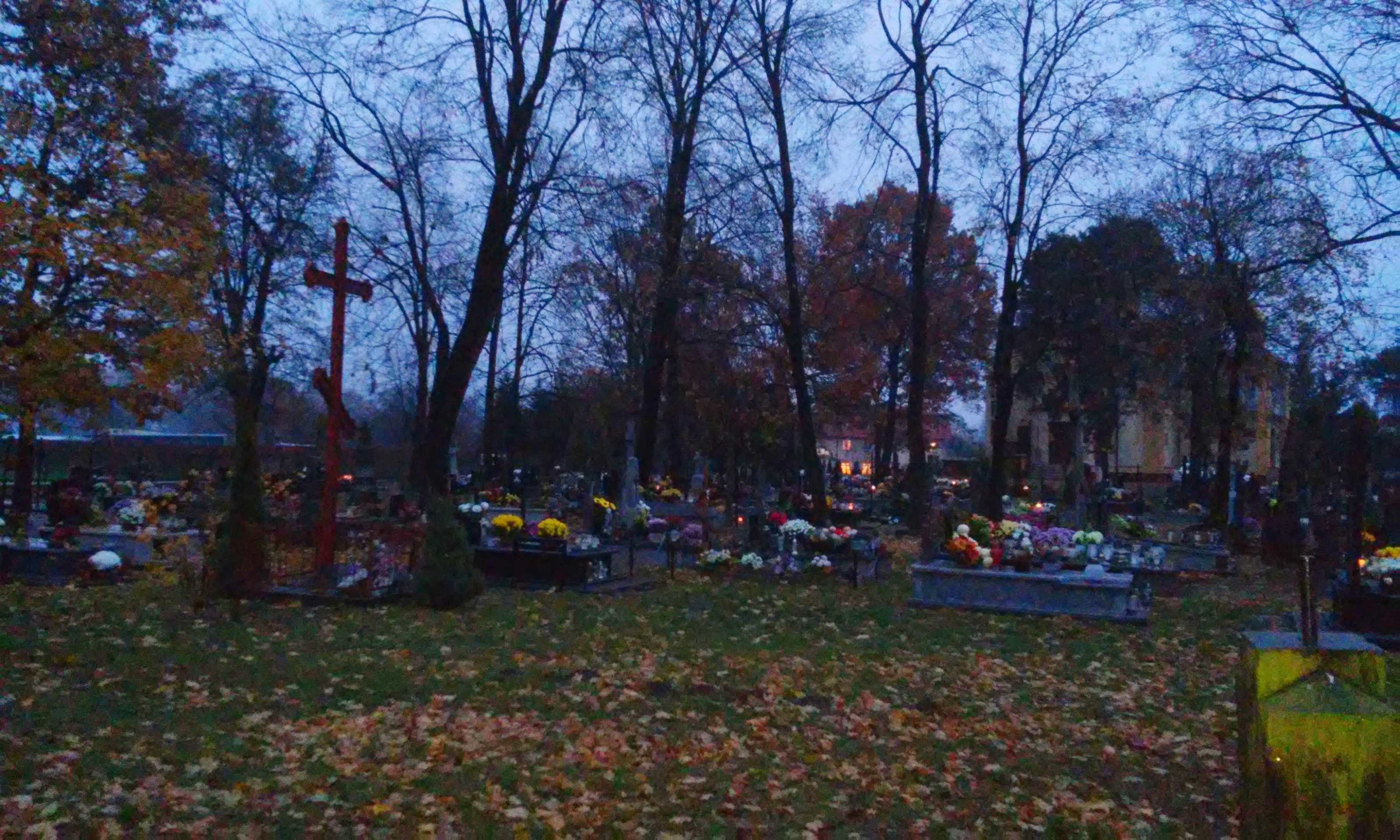
Miejsce na cmentarzu w Białej Podlaskiej, na którym znajdowała się cerkiew przed przeniesieniem do Dobratycz. Krzyż oznacza miejsce zajmowane niegdyś przez ołtarz

Cerkiew Podwyższenia Krzyża Pańskiego – prawosławna cerkiew parafialna w Dobratyczach. Należy do dekanatu Terespol diecezji lubelsko-chełmskiej Polskiego Autokefalicznego Kościoła Prawosławnego. Położona na północnym krańcu Dobratycz, przy szosie do Terespola.
W Dobratyczach od 1626 istniała drewniana cerkiew unicka, fundacja Mikołaja Sapiehy. Parafia unicka działała we wsi do likwidacji unickiej diecezji chełmskiej, gdy władze rosyjskie przymusowo przyłączyły ją do eparchii chełmsko-warszawskiej Rosyjskiego Kościoła Prawosławnego. Na początku XX wieku w miejscowości oddano do użytku nową cerkiew prawosławną, która działała do lat 1915–1916, zaś w toku działań wojennych została całkowicie zniszczona.
Obecnie działająca w Dobratyczach cerkiew pierwotnie znajdowała się najprawdopodobniej w Cycowie, zaś w latach 1956–1993 w Białej Podlaskiej, gdzie pełniła funkcje świątyni parafialnej. Do Dobratycz została przeniesiona po wzniesieniu w Białej Podlaskiej murowanej cerkwi Świętych Cyryla i Metodego.
Jest to budowla drewniana na betonowej podmurówce, orientowana, z dwiema niewielkimi cebulastymi kopułami. W jej wnętrzu zachował się ikonostas z przełomu XIX i XX w.

## Historia

### Pierwsze cerkwie w Dobratyczach
W powstałej najpóźniej na początku XV w. wsi Dobratycze istniała od 1626 cerkiew unicka. Była to budowla drewniana ufundowana przez Mikołaja Sapiehę. Obiekt ten funkcjonował nadal w 1726. Parafia w Dobratyczach przymusowo przeszła do Rosyjskiego Kościoła Prawosławnego w 1875, w ramach likwidacji unickiej diecezji chełmskiej.
W 1898 do świątyni dobratyckiej uczęszczało 1898 wiernych.
Na początku XX w. w Dobratyczach oddana do użytku została nowa cerkiew prawosławna. Jej projektantem był Władimir Pokrowski, naczelny architekt eparchii warszawskiej i nadwiślańskiej. Obiekt wyświęcił 9 września 1906 biskup chełmski Eulogiusz w asyście przełożonego monasteru św. Onufrego w Jabłecznej archimandryty Józefa oraz pięciu kapłanów z eparchii chełmskiej oraz sąsiedniej grodzieńskiej. Budowę i wyposażenie świątyni opłacił skarb państwa rosyjskiego, przekazując na ten cel 28 tys. rubli dotacji; miejscowi parafianie zebrali dodatkowo 2500 rubli. Cerkiew była budowlą ceglaną na fundamencie granitowym, z dzwonnicą położoną nad przedsionkiem; wieża ta górowała nad całą okolicą. Na elewacjach budynku znajdowały się wizerunki świętych na złotym tle. Budynek posiadał jedną kopułę. W momencie oddania do użytku nowej cerkwi nie rozebrano starszej, drewnianej, którą w 1906 opisywano jako chylącą się ku upadkowi. Murowana cerkiew w Dobratyczach pozostawała czynna do przełomu lat 1915/1916. Położona na obszarze działań wojennych I wojny światowej i wojny polsko-bolszewickiej, cerkiew została w ich rezultacie całkowicie zniszczona. Jej istnienie upamiętnia krzyż z pamiątkową tablicą.

### Cerkiew przeniesiona do Dobratycz
Według większości źródeł obecnie funkcjonująca w Dobratyczach świątynia została wybudowana na początku XX w. w Cycowie, choć wskazuje się także, że pierwotnie znajdowała się w Pniównie. Pierwotnie jej patronem był św. Michał Archanioł. Parafia cycowska zawiesiła działalność duszpasterską w latach I wojny światowej, gdy jej parafianie udali się na bieżeństwo. W dwudziestoleciu międzywojennym cycowska cerkiew została uwzględniona w wykazie świątyń planowanych do legalnego otwarcia, sporządzonym w 1919 przez Ministerstwo Wyznań Religijnych i Oświecenia Publicznego, jednak w wykazach faktycznie czynnych prawosławnych obiektów sakralnych na Lubelszczyźnie z lat 1923–1927 nie ma o niej informacji.
Według M. Chyla w latach 1947–1948, mimo życzenia miejscowych mieszkańców, którzy pragnęli zaadaptować ją na kaplicę cmentarną, zdecydowano o rozbiórce świątyni. Z inicjatywy ks. Aleksandra Bironta, proboszcza parafii prawosławnej w Białej Podlaskiej, budynek został ostatecznie przeniesiony w 1956 na cmentarz prawosławny w Białej Podlaskiej, by spełniać funkcje nowej cerkwi parafialnej (od zburzenia dawnej cerkwi cmentarnej w czasie akcji rewindykacyjnej – w 1938 – w Białej Podlaskiej nie było wolnostojącej świątyni tego wyznania). W nowym miejscu świątyni nadano wezwanie Narodzenia Matki Bożej.
W związku z budową nowej, murowanej cerkwi parafialnej w Białej Podlaskiej, świątynia została w 1993 lub 1994 na mocy decyzji biskupa lubelskiego i chełmskiego Abla przeniesiona do Dobratycz i wyświęcona ku czci Podwyższenia Krzyża Pańskiego, tj. otrzymała to samo wezwanie, co dobratycka cerkiew istniejąca w latach 1906–1915.
W 2. dekadzie XXI w. cerkiew została gruntownie wyremontowana, a następnie (18 września 2021 r.) wyświęcona przez arcybiskupa przemyskiego i gorlickiego Paisjusza.

## Architektura
Cerkiew została wzniesiona z drewna na betonowej podmurówce, jest orientowana, szalowana, o konstrukcji zrębowej. Wejście do budynku prowadzi przez przedsionek kryty dachem dwuspadowym wykończonym trójkątnym szczytem oraz wieloboczną wieżyczką, zwieńczoną cebulastą kopułą z prawosławnym krzyżem. Nad główną kwadratową nawą, wyższą od przedsionka znajduje się wsparty na słupach płaski strop. Dach nad nawą jest czterospadowy, znajduje się na nim ośmioboczna wieżyczka, również z cebulastą kopułą. Prezbiterium jest mniejsze od nawy, zamknięte prostokątnie, z boczną zakrystią wzniesioną na planie prostokąta i krytą dachem pulpitowym.
We wnętrzu świątyni mieści się pięcioosiowy ikonostas powstały na przełomie XIX i XX stulecia, łączący elementy neorenesansowe z typowymi cechami bizantyjsko-ruskiej sztuki sakralnej.
Obok cerkwi znajduje się wolnostojąca, drewniana dzwonnica, zaś naprzeciw świątyni – cmentarz prawosławny z trzema zabytkowymi nagrobkami unickimi z lat 50. XIX wieku oraz nagrobkami prawosławnymi z II połowy XIX w.